# Avon (Minnesota)
Avon è un comune (city) degli Stati Uniti d'America della contea di Stearns nello Stato del Minnesota. La popolazione era di 1,396 persone al censimento del 2010. Fa parte dell'area metropolitana di Saint Cloud.

## Storia
Avon è stata progettata nel 1873. La comunità prende questo nome dal fiume Avon, in Inghilterra. Un ufficio postale è stato in funzione ad Avon dal 1873. Avon è stata incorporata nel 1900.

## Geografia fisica
Secondo lo United States Census Bureau, ha un'area totale di 1,48 miglia quadrate (3,83 km²).

## Società

### Evoluzione demografica
Secondo il censimento del 2010, c'erano 1,396 persone.

### Etnie e minoranze straniere
Secondo il censimento del 2010, la composizione etnica della città era formata dal 97,9% di bianchi, lo 0,3% di afroamericani, lo 0,4% di nativi americani, lo 0,6% di asiatici, lo 0,5% di altre razze, e lo 0,4% di due o più etnie. Ispanici o latinos di qualunque razza erano lo 0,9% della popolazione.